# Tobak Tibor

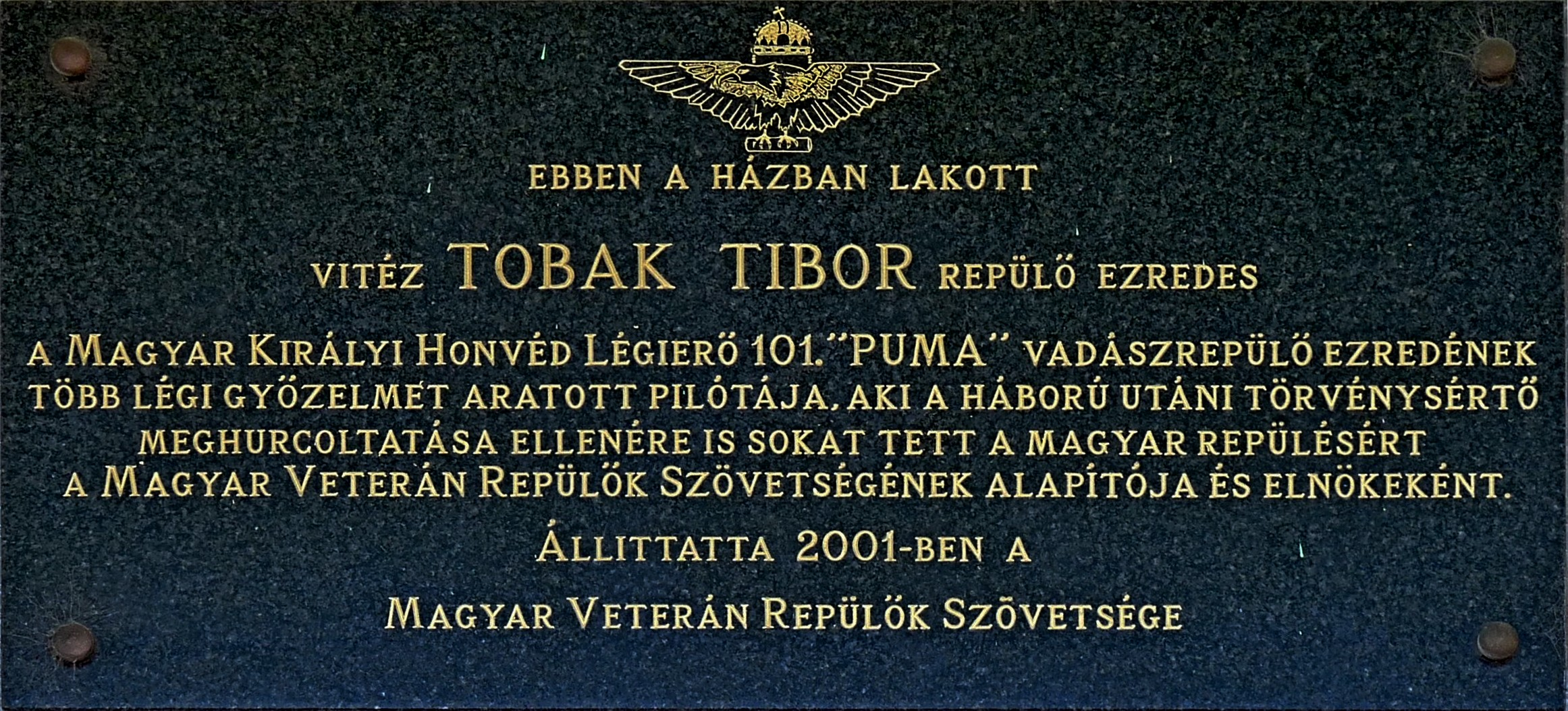
Tobak Tibor emléktáblája egykori lakhelyén (Budapest III. kerület, Szőlő u. 82.)

Tobak Tibor ezredes (Budapest, 1921. november 24. – Budapest, 2001. január 8.) vitéz, a Magyar Királyi Honvéd Légierő vadászpilótája, a „Pumák” krónikása.

## A kezdetek
Iskoláit Budapesten végezte. Szülei orvosnak szánták, még azt sem engedték meg neki, hogy vitorlázógéppel repüljön. Ennek ellenére 1939-ben érettségi után jelentkezett a Repülőakadémiára, de csak 1 évvel később vették fel, a Horthy Miklós Nemzeti Repülőalaphoz. Itt kapta közismert becenevét: „Cica”. 1943. augusztus 20-án avatták hadnaggyá.

## A légierő kötelékében
Avatása után Mátyásföldre helyezték az 5/I. Vadászrepülő pótosztályhoz, legjobb barátjával, Cserny Miklóssal (Lapos) együtt. Itt eleinte CR.42-vel repült, mivel Messerschmittre csak az kerülhetett, akinek volt már legalább 20 repült órája Héján. E vadászrepülőgépre viszont akkor kaphatott kiképzést, miután 1944 áprilisában áthelyezték Kolozsvárra futtárrepülőnek és az ottani vadászrepülő század parancsnoka, Pottyondy László, jóindulatúan segített. Júniusban sikerült áthelyeztetnie magát Pápára Messerschmitt-tanfolyamra.

### A Pumák között
1944. július 27-én jelentkezett Veszprémben a 101. Puma vadászrepülő osztálynál. A 101/3. Drótkefe vadászszázadhoz osztották be. Első bevetésére augusztus 7-én, azon a napon került sor, amikor az addig legtöbb légigyőzelmet elért Molnár László hadnagy hősi repülőhalált halt. Az amerikaiak magyarországi bombázásainak időszakát sebesülés nélkül harcolta végig, légi győzelme nem volt. A szovjetek ellen 4 igazolt és egy igazolatlan légigyőzelmet jegyzett.
Kétszer sebesült meg. Első alkalommal december 22-én egy Jak lövedékeitől sérült meg a kezén és a lábán, csak nagy nehezen tudott visszarepülni Veszprémbe. Hosszas kórházi kezelés után 1945. február végén került vissza a Pumákhoz. Március 10-től repülhetett újra bevetéseken. Április 16-án, 72., egyben utolsó bevetésén egy Mustang szétlőtte a gépét, ami kigyulladt. Tobak hadnagynak ejtőernyővel kellett elhagynia a gépet. Arca csúnyán megégett. Május elején megszöktették a kórházból, visszatért a Pumákhoz, azonban május 4-én a 101-esek felgyújtották megmaradt gépeiket és 5-én megadták magukat az amerikaiaknak.

## A háború után
1945. szeptember-október folyamán tért haza. Természetesen őt sem várták tárt karokkal, nem kellett válogatnia az állásajánlatok közül. 1949-ben behívták az újjászervezett légierőhöz, Kecskeméten, majd Szolnokon oktatta a Magyar Néphadsereg pilótanövendékeit. 1951. április 4-én letartóztatták, és az egykori Puma pilóták koncepciós perében 10 év börtönre ítélték.
1956 nyarán szabadult, részleges rehabilitálása után új szakmát volt kénytelen tanulni, villanyszerelő lett. Az egykori katonatisztet szervezőkészsége az átlag fölé emelte, így hamarosan a 43. Állami Építőipari Vállalat csoportvezetőjeként dolgozott. 1981-ben nyugdíjazták. A rendszerváltás után rehabilitációja folytatódott, előbb alezredessé, majd ezredessé léptették elő.
A Magyar Veterán Repülők Egyesületének alapító elnöke. Ő volt a Pumák krónikása, könyvei, cikkei bemutatják a Magyar Királyi Honvéd Légierő és a Pumák bátor és sokszor veszteségteljes harcait.
2001. január 8-án váratlanul hunyt el. Mivel öregkorában a repülés mellett a horgászat is szenvedélyei közé tartozott, hamvait egy repülőgépről a Velencei-tóba szórták.

## Légi győzelmei
| Sorszám     | Dátum              | Ellenséges repülőgép |
| 1944        | 1944               | 1944                 |
| ----------- | ------------------ | -------------------- |
| 1.          | 1944. december 22. | Il–2                 |
| 2.          | 1944. december 22. | Jak–9                |
| 1945        |                    |                      |
| 3.          | 1945. március 16.  | Il–2                 |
| 4.          | 1945. március 21.  | Jak–9                |
| Nem igazolt |                    |                      |
|             | 1944. november 16. | La–5                 |

## Művei
- Tobak Tibor: Pumák, földön-égen: Egy vadászrepülő kalandjai. Lektor: Dr. M. Szabó Miklós. Budapest: Háttér Lap- és Könyvkiadó. 1989.  = Repülőkönyvek,  ISBN 963-7403-35-3
- Tobak Tibor: Pumák és a többiek: Mindig túlerővel szemben. Szerk.: Simóné Avarosy Éva. Budapest: Aero & Rádió Kft. 1990.  = Kalandok a levegőben,  ISBN 963-02-8880-x
- Tobak Tibor: Pumák és Boszorkányok. Lektor: Dr. M. Szabó Miklós, Rajzok: Punka György. Budapest: Zrínyi Kiadó. 1995.  ISBN 963-327-248-3
- Tibor Tobak: Les pumas rouges: Témoignage d'un as de la chasse hongroise, 1941–1945. Traduction: Lajos Marton, Préface: LCL András Szerdahelyi. (hely nélkül): Alerion. 1996.  = Passé - Présente,  ISBN 2-910963-05-5 (A Pumák, földön-égen francia kiadása.)